# Philogenia strigilis
Philogenia strigilis är en trollsländeart som beskrevs av Donnelly 1989. Philogenia strigilis ingår i släktet Philogenia och familjen Megapodagrionidae. Inga underarter finns listade i Catalogue of Life.